# 小球花蒿
小球花蒿（学名：Artemisia moorcroftiana）为菊科蒿属的植物。分布于克什米尔、巴基斯坦以及中国大陆的西藏、云南、四川、甘肃、青海、宁夏等地，生长于海拔3,000米至4,800米的地区，常生于干河谷、亚高山、台地、高山草原、山坡、砾质坡地或草甸等地区，目前尚未由人工引种栽培。

## 别名
大叶青蒿（甘肃）， 小白蒿、芳枝蒿（四川西部），“看拉”（四川若尔盖藏语名）